# Joseph Weydemeyer
Joseph Arnold Weydemeyer, né le 2 février 1818 à Münster et mort le 26 août 1866 à Saint-Louis (Missouri), est un officier prussien puis américain ainsi qu'un journaliste, homme politique et révolutionnaire marxiste.
Au début partisan de la doctrine du « vrai socialisme », il est devenu en 1845-1846 un partisan de Karl Marx et Friedrich Engels. Il est devenu membre de la Ligue des Communistes. De 1849 à 1851 il en a dirigé la branche de Francfort. Il a rendu visite à Marx à Bruxelles (après que celui-ci a été expulsé de France). Il a participé à la Révolution de 1848. Il a été l'un des responsables de la Neue Rheinische Zeitung de 1849 à 1850. Il est l'un des auteurs de l'Idéologie allemande aux côtés de Marx et Engels.
Il a collaboré à deux périodiques socialistes : le Westphälisches Dampfboot (de) (le Vapeur de Westphalie) et la Neue Rheinische Zeitung (Nouvelle Gazette rhénane). En 1851 il a émigré aux États-Unis pour y travailler comme journaliste. Le 18 brumaire de Louis Bonaparte, écrit par Karl Marx, fut publié en 1852 dans Die Revolution, un mensuel germanophone new-yorkais créé par Weydemeyer.
Weydemeyer prit part à la Guerre de Sécession en tant que colonel dans l'armée de l'Union.

## Biographie
Né en 1818, la même année que Karl Marx, Weydemeyer est le fils d'un fonctionnaire prussien résidant à Münster en Westphalie. Envoyé dans un lycée et à l'académie militaire de Berlin, il devint lieutenant dans l'artillerie prussienne au 7e régiment d'artillerie de campagne (de) en 1838. Au début de sa courte carrière, il était stationné dans la ville westphalienne de Minden. Il a commencé à lire la Rheinische Zeitung, le journal colonnais dont Marx devint le rédacteur en chef et qui fut supprimé par la censure prussienne en 1843. Mais il a inspiré de nombreux soldats en Rhénanie et en Westphalie. Dans la garnison de Minden, le journal influença des révolutionnaire comme Fritz Anneke, August Willich, Hermann Korff et Friedrich von Beust, tous ceux qui, comme Weydemeyer devinrent d'éminents quarante-huitards et après cela, officiers de l'armée de l'Union. 
Les officiers de Gauche de Minden formèrent un cercle auquel prit part Weydemeyer. Il se rendait alors fréquemment à Cologne pour prendre part aux débats sur les problèmes sociaux avec les journalistes de la Rheinische Zeitung. En 1844, Weydemeyer quitte l'armée prussienne. Il devint alors assistant rédacteur de la Trierische Zeitung, journal qui plaidait pour les thèses fouriéristes et le "vrai socialisme" de Karl Gruen. En 1845, il rejoignit le Westphaelische Dampfboot après avoir rendu visite à Marx exilé à Paris. Marx, de même qu'Engels, collaboraient alors au Dampfboot. Le journal était édité par Otto Luening à Bielefeld et Paderborn. La sœur de Luening devint la femme de Weydemeyer en 1845.

### 1848
Après avoir rendu visite à Marx à Bruxelles en 1846, Weydemeyer retourna en Allemagne afin d'y organiser la Ligue des communistes à Cologne. Il s'agissait de l'organisation pour laquelle Marx et Engels avaient écrit le Manifeste du Parti communiste en 1847. Il continuait à travailler pour le Dampfboot. Au même moment, il commença à travailler comme ingénieur pour les chemins de fer de Cologne-Minden, mais il démissionna rapidement en 1848 parce que l'entreprise imposait à ses employés de s'abstenir de toute activité politique.
Durant le reste de 1848, il fut un journaliste révolutionnaire à plein-temps. En juin 1848, il fut invité à Darmstadt par le journaliste socialiste C. W. Leske lequel lui proposa de devenir co-rédacteur en chef de la Neue Deutsche Zeitung. Non loin de Francfort, où l'Assemblée nationale allemande tenait séance à l'époque, le journal se proposait comme un lien entre la gauche de l'assemblée et le mouvement extra-parlementaire. Mais 1849 marque la victoire de la contre-révolution et l'absolutisme prussien supprima le parlement de Francfort et les journaux socialistes. La Neue Rheinische Zeitung fut supprimée par la censure et la Neue Deutsche Zeitung survécut en quittant Darmstadt et en s'installant à Francfort au printemps 1849. Le journal fut finalement supprimé en décembre 1850. Weydemeyer resta encore dans le pays pendant six mois de manière clandestine.
En juillet 1851, avec sa femme et ses deux enfants, il se rendit en Suisse où il ne trouva pas de travail. Le 27 juillet, il écrivit à Marx qu'il n'avait d'autre alternative que d'émigrer aux États-Unis. Dans sa réponse à Weydemeyer, Marx lui conseilla de s'établir à New York, un endroit où Weydemeyer aurait la chance de créer un journal révolutionnaire germanophone. Marx remarqua que les États-Unis constituaient un pays difficile pour le développement du socialisme. Weydemeyer et sa famille quittèrent Le Havre le 29 septembre 1851 et arrivèrent à New York le 7 novembre.

### New York

#### Un journaliste marxiste

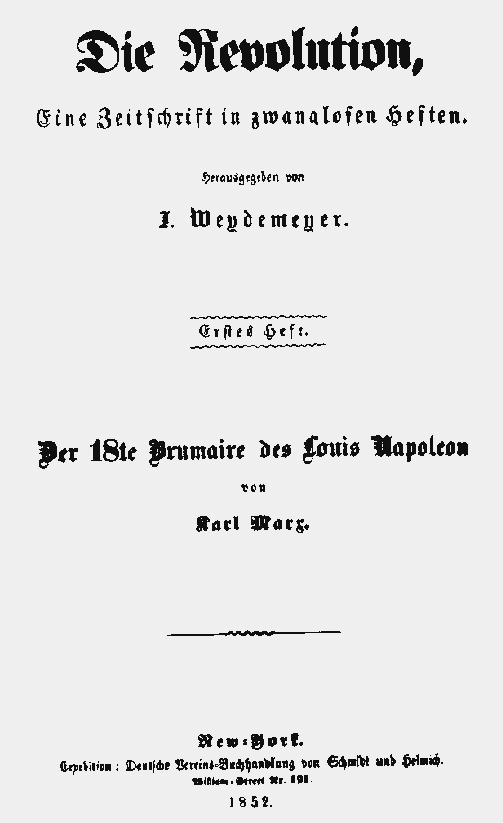
Die Revolution

En décembre 1851, Weydemeyer commença à publier un journal appelé Die Revolution, journal révolutionnaire en langue allemande, qui se proposait de rendre compte des luttes des classes dans le vieux monde.
Il a commencé à écrire lui aussi pour la Turn-Zeitung à propos de différentes questions politiques comme l'aversion des américains pour la dictature du prolétariat, l'appel des groupes libéraux américains pour des élections libres en Europe et leur silence concernant la condition ouvrière etc. Dans le numéro de juillet de la Turn-Zeitung, il lança une discussion sur les conditions de travail aux États-Unis, et prit part au débat entre libre-échangistes et protectionnistes où il tint une position marxiste traditionnelle pour le développement industriel.

### La fondation de l'American Workers League
Avec quatre amis, Weydemeyer forma, à l'été 1852, une petite organisation, la première organisation marxiste aux États-Unis. Le groupe, appelé Proletarierbund, gagna l'attention des immigrants allemands avec l'organisation d'un meeting à New York le 20 mars 1853, lors duquel 800 américains d'origine allemande fondèrent l'Ligue des travailleurs américains (en).
Il s'agissait d'une organisation mêlant les caractéristiques d'un syndicat et d'un parti. Il présenta un programme concernant les problèmes immédiats de la classe ouvrière tout en visant un but socialiste à plus long terme. Le programme se prononçait pour la naturalisation immédiate de tous les immigrants qui souhaitaient obtenir la citoyenneté américaine, il préférait à la législation étatique du travail, la législation fédérale, se prononçait pour la garantie du paiement des salaires des salariés dont les employeurs feraient faillite, l'interdiction du travail aux mineurs de moins de 16 ans, l'éducation obligatoire avec aide gouvernementale pour les enfants dont les familles sont trop pauvres etc.
En plus des revendications immédiates, le programme de la ligue formule quelques principes révolutionnaires. Le préambule rend les capitalistes responsables de la situation miséreuse de la classe ouvrière, affirme la nécessité d'un parti politique indépendant pour les travailleurs, « sans tenir aucun compte de la profession, de la langue, de la couleur de peau ou du sexe », et pose le renversement de la domination capitaliste comme moyen de résoudre les problèmes sociaux et politiques. Il s'appuie également sur la Constitution des États-Unis des Pères fondateurs.
L'American Workers League a fonctionné durant plusieurs années sous la direction d'un comité central. Membre de ce comité, Weydemeyer essaya d'accroître l'influence de la ligue aux américains n'étant pas d'origine allemande. Mais la ligue consistait originellement en une association d'aide mutuelle à destination exclusive des immigrants allemands, ce qui l'isolait des travailleurs anglophones. Quand, dans le contexte de l'agitation du Know Nothing, en 1855, les membres commencèrent à former une organisation paramilitaire secrète dans le but de se défendre contre les attaques nativistes, Weydemeyer prit la décision de quitter celle-ci. Il se consacra par la suite à l'étude de l'économie américaine ainsi qu'à l'écriture et à la diffusion des idées marxistes.

### Guerre de Sécession
Tandis que le pays se dirigeait vers la guerre civile, les américains d'origine allemande jouèrent un rôle important dans l'émergence du Parti républicain, parmi eux, Weydemeyer, qui fut l'un des hommes qui orientèrent la communauté germanique vers le camp des Républicains et de la cause anti-esclavagiste.
La prise de position de Weydemeyer pour les Républicains était semblable aux prises de positions des principaux leaders ouvriers de l'époque, comme Wilhelm Weitling.
Peu après avoir quitté l'American Workers League, Weydemeyer quitta New York pour s'installer dans le Midwest, où il vécut pendant quatre ans, d'abord à Milwaukee puis à Chicago, où il travailla comme journaliste et géomètre-expert. Il essaya d'établir à Chicago un autre journal ouvrier germanophone indépendant et collabora à l'Illinois Staat-Zeitung, un célèbre quotidien républicain de langue allemande dans le Midwest. Il participa à la conférence des associations allemandes des États-Unis qui se tint à Chicago en mai 1860 pour influencer le programme de la convention républicaine ainsi que ses candidats. De retour à New York à la fin de l'année 1860, il trouva un travail de géomètre-expert à Central Park et prit part activement à la campagne pour l'élection d'Abraham Lincoln. Huit mois plus tard, il était dans l'armée.
Grâce à sa double expérience d'officier prussien et de géomètre, il devint assistant technique dans l'équipe du Général John Charles Frémont, le commandant du secteur ouest. Il supervisa la construction de dix forts aux alentours de St. Louis. Après que Frémont a été relevé de son commandement en novembre 1861, Weydemeyer obtint le grade de lieutenant colonel et le commandement du régiment d'artillerie volontaire qui fit campagne contre la guérilla confédérée dans le sud du Missouri en 1862. À la fin de l'année, il fut hospitalisé pour des problèmes nerveux et transféré à la garnison de St. Louis, qu'il quitta en septembre 1863.
Politiquement engagé au Missouri, Weydemeyer faisait face à deux problèmes majeurs : l'extension de l'émancipation des esclaves au Missouri et la prévention d'une scission entre les partisans de Lincoln et de Frémont au sein du Parti républicain. En dépit de sa propre sympathie pour Frémont, il s'efforça de concilier les deux factions et de préserver les chances de victoire tant aux élections de 1864 que dans la guerre. En septembre 1864, Weydemeyer devint colonel du 41e régiment d’infanterie des volontaires du Missouri chargé de la défense de St. Louis. Tandis qu'il effectuait son devoir militaire, il distribua des copies de l'adresse inaugurale de l'Association internationale des travailleurs, échangea des lettres avec Engels à propos de questions politiques et militaires, collabora aux journaux locaux, comme le Daily St. Louis Press où il écrivit un éditorial saluant la fondation de la Première internationale (AIT). En juillet 1865, il démobilisa son régiment et quitta l'armée.
À la fin de la guerre, il commença à écrire régulièrement pour le Westliche Post et le Neue Zeit, deux journaux de St. Louis. Il occupa d'importantes fonctions financières dans le comté de St. Louis du 1er janvier 1866 jusqu'à sa mort. Il a travaillé pour des lois fiscales plus dures et pour collecter les impôts n'ayant pas été payés par ceux qui ont profité de la guerre pour s'enrichir.
Weydemeyer mourut du choléra à St. Louis à l'âge de 48 ans.